# Bob Dylan's Greatest Hits Vol. 2
Albums de Bob Dylan
New Morning
(1970) Pat Garrett and Billy the Kid
(1973)
Bob Dylan's Greatest Hits Vol. 2 est une compilation de Bob Dylan sortie en 1971.

## Titres
| 1. | Watching the River Flow                             | 3:32 |
| 2. | Don't Think Twice, It's All Right                   | 3:36 |
| 3. | Lay Lady Lay                                        | 3:14 |
| 4. | Stuck Inside of Mobile with the Memphis Blues Again | 7:06 |
| 5. | I'll Be Your Baby Tonight                           | 2:37 |
| 6. | All I Really Want to Do                             | 4:02 |
| 7. | My Back Pages                                       | 4:21 |
| 8. | Maggie's Farm                                       | 3:49 |
| 9. | Tonight I'll Be Staying Here with You               | 3:21 |

| 1.  | She Belongs to Me                    | 2:46 |
| 2.  | All Along the Watchtower             | 2:30 |
| 3.  | Quinn the Eskimo (The Mighty Quinn)  | 2:43 |
| 4.  | Just Like Tom Thumb's Blues          | 5:25 |
| 5.  | A Hard Rain's a-Gonna Fall           | 6:47 |
| 6.  | If Not for You                       | 2:38 |
| 7.  | It's All Over Now, Baby Blue         | 4:13 |
| 8.  | Tomorrow Is a Long Time (inédit)     | 3:01 |
| 9.  | When I Paint My Masterpiece (inédit) | 3:22 |
| 10. | I Shall Be Released (inédit)         | 3:01 |
| 11. | You Ain't Going Nowhere (inédit)     | 2:41 |
| 12. | Down in the Flood (inédit)           | 2:46 |